# Saúl Martínez
Saúl Martínez (Colón, Hondures, 29 de gener de 1976) és un futbolista hondureny. Va disputar 36 partits amb la selecció d'Hondures.